# 奎內塞克 (密歇根州)
奎內塞克（英語：Quinnesec）是位於美國密歇根州迪金森縣的一個普查規定居民點。

## 人口
根據2020年美國人口普查的數據，奎內塞克的面積為4.12平方千米，當中陸地面積為3.90平方千米，而水域面積為0.22平方千米。當地共有人口1083人，而人口密度為每平方千米262.86人。